# Castellanos de Zapardiel (kommunhuvudort)
Castellanos de Zapardiel är en kommunhuvudort i Spanien.   Den ligger i provinsen Provincia de Ávila och regionen Kastilien och Leon, i den centrala delen av landet, 130 km nordväst om huvudstaden Madrid. Castellanos de Zapardiel ligger 786 meter över havet och antalet invånare är 138.
Terrängen runt Castellanos de Zapardiel är platt. Runt Castellanos de Zapardiel är det glesbefolkat, med 9 invånare per kvadratkilometer. Närmaste större samhälle är Arévalo, 16,0 km öster om Castellanos de Zapardiel. Trakten runt Castellanos de Zapardiel består till största delen av jordbruksmark.